# Škotska narodna galerija
Škotska narodna galerija ali National (prej Scottish National Gallery) je nacionalna umetnostna galerija Škotske. Stoji na The Mound v središču Edinburga, blizu Princes Street. Stavbo je v neoklasicističnem slogu zasnoval William Henry Playfair in je bila prvič odprta za javnost leta 1859.[2]
V galeriji je škotska nacionalna zbirka likovne umetnosti, ki zajema škotsko in mednarodno umetnost od začetka renesanse do začetka 20. stoletja.
National upravljajo National Galleries Scotland, javno telo, ki je tudi lastnik Škotske nacionalne galerije moderne umetnosti in Škotske nacionalne galerije portretov. Zaradi arhitekturne podobnosti National obiskovalci pogosto zamenjujejo s sosednjo Royal Scottish Academy Building (RSA), ločeno ustanovo, ki tesno sodeluje z National.

## Zgodovina
Izvor škotske nacionalne zbirke je Kraljeva ustanova za spodbujanje likovnih umetnosti na Škotskem (Royal Institution for the Encouragement of the Fine Arts in Scotland), ustanovljena leta 1819. Začela je pridobivati slike in leta 1828 so na Moundu odprli stavbo Kraljeve ustanove. Leta 1826 je Škotska akademija ustanovila skupina umetnikov, ki so se nezadovoljni z njeno politiko odcepili od Kraljeve ustanove in leta 1838 je postala Kraljeva škotska akademija (RSA). Ključni cilj RSA je bila ustanovitev nacionalne zbirke. Začeli so graditi zbirko in od leta 1835 najemali razstavni prostor v stavbi Royal Institution.
V 1840-ih so bili pripravljeni načrti za novo zgradbo RSA. Znani škotski arhitekt William Henry Playfair je bil naročen za pripravo načrtov in 30. avgusta 1850 je princ Albert položil temeljni kamen. Stavba je bila prvotno razdeljena po sredini, pri čemer so bile v vzhodni polovici razstavne galerije RSA, v zahodni polovici pa je bila nova Narodna galerija Škotske, oblikovana iz zbirke Kraljeve ustanove. Leta 1912 se je RSA preselila v stavbo Royal Institution, ki je še vedno znana kot stavba Royal Scottish Academy Building. Ko je bila ponovno odprta, se je galerija osredotočila na gradnjo svoje stalne zbirke škotske in evropske umetnosti za škotski narod.
V začetku 21. stoletja so nacionalne galerije sprožile projekt Playfair, načrt za ustvarjanje novega kletnega vhoda v Narodno galerijo v Princes Street Gardens in podzemnega povezovalnega prostora, imenovanega Weston Link, med galerijo in prenovljeno zgradbo Kraljevo škotsko akademijo. Nov podzemni prostor je bil odprt leta 2004.
Leta 2012 je krovna galerijska organizacija, National Galleries of Scotland, prestala blagovno znamko in Narodna galerija Škotske se je preimenovala v Škotsko narodno galerijo.
Leta 2023 je bila organizacija ponovno preimenovana in prevzela krajše ime National Galleries Scotland. Vsaka od njenih galerij je bila tudi preimenovana in Škotska narodna galerija se zdaj imenuje National Galleries Scotland: National.

## Stavba
Stavba Williama Playfaira - tako kot njena soseda, Kraljeva škotska akademija - je bila zasnovana v obliki starogrškega templja. Medtem ko je Playfair oblikoval RSA v dorskem redu, je stavba Narodne galerije v jonskem redu. Glavni vzhodni in zahodni vzpetini imata navadne pilastre, višji osrednji prečni blok pa ima heksastilne jonske portike. Pari jonskih stebrov v anti obdajajo tetrastilni jonski portiki na severu in jugu. Zasnova odraža prvotni dvojni namen stavbe, ki je vzdolžno razdeljena z razstavnimi galerijami RSA na vzhodu in Narodno galerijo na zahodu.
Playfair je delal z veliko bolj omejenim proračunom kot projekt RSA, kar se odraža v njegovem razmeroma strogem arhitekturnem slogu. Morda je črpal navdih iz sheme iz leta 1829 za arkado trgovin Archibalda Elliota II., sina Archibalda Elliota. Narodna galerija Playfair je bila postavljena v obliki križa; prvotno je načrtoval gradnjo stolpov na vogalih prečnega osrednjega bloka, vendar so bili med projektom opuščeni. Ko se je leta 1912 RSA preselila v stavbo nekdanje Kraljeve ustanove, je arhitekt urada za Škotsko William Thomas Oldrieve preoblikoval notranjost NGS, da bi bila v njej izključno zbirka Narodne galerije.
V 1970-ih, ko je bila galerija pod vodstvom Ministrstva za okolje, so razširili notranje prostore. Leta 1972 je bilo na južnem koncu dodano zgornje nadstropje, s čimer je nastalo pet novih majhnih galerij, leta 1978 pa je bila v kleti odprta nova galerija, v kateri je bila škotska zbirka.
Novi vhod in podzemni prostor Princes Street Gardens, odprt leta 2004, sta zasnovala John Miller in partnerji. Gradnja je trajala pet let in stala 32 milijonov funtov. Območje vsebuje predavalnico, izobraževalno območje, trgovino, restavracijo, interaktivno galerijo in povezavo do stavbe RSA.
Januarja 2019 so se začela gradbena dela na projektu preureditve nižjih površin in oblikovanja razširjenega razstavnega prostora. Načrtovano je, da bo vhod Princes Street Gardens postal glavni vhod galerije; za lažji dostop se vrtovi East Princes Street Gardens ponovno uredijo s poševnimi potmi in posekanih je bilo 52 dreves, ki jih je treba nadomestiti z 22 na novo zasajenimi sadikami.
- Architectural features
- Dvojni portik ob glavnem vhodu z izvirnim imenom na frizu.
- Playfairovi jonski stebri
- Notranjost glavnih galerij v pritličju
- Vhod v Princes Street Gardens (odprt 2004)

## Raziskovanje
Raziskovalne zmogljivosti v Škotski nacionalni galeriji vključujejo zbirko grafik in risb z več kot 30.000 deli na papirju, od zgodnje renesanse do poznega 19. stoletja; in samo referenčna raziskovalna knjižnica. Raziskovalna knjižnica pokriva obdobje od leta 1300 do 1900 in hrani približno 50.000 zvezkov knjig, revij, diapozitivov in mikrofišev ter nekaj arhivskega gradiva v zvezi z zbirkami, razstavami in zgodovino Narodne galerije. Do tiskarnice ali raziskovalne knjižnice se lahko dostopa po dogovoru.

## Zbirka
V središču zbirke Narodne galerije je skupina slik, prenesenih iz Kraljeve škotske akademije. To so mojstrovine Jacopa Bassana, Van Dycka in Giovannija Battiste Tiepola. Narodna galerija je šele leta 1903 dobila lastno donacijo za odkup.
V glavnih prostorih v pritličju galerije so prikazana številna velika platna velikega formata, kot je Benjamina Westa, Aleksander III. Škotski rešen pred jelenovim besom (1786), Rubensova Herodova pojedina (1633 ali ok. 1637-38) in par slik Tiziana, Diana in Actaeon ter Diana in Callisto (kupljene skupaj z Narodno galerijo v Londonu). Škotska Narodna galerija je skupaj z Muzejem Viktorije in Alberta pridobila tudi eno od Canovinih skulptur Treh gracij.
Škotska Narodna galerija ima pomembno zbirko del škotskih umetnikov, vključno z več krajinami Alexandra Nasmytha in več deli sira Henryja Raeburna - zlasti njegova portreta Alexandra Ranaldsona Macdonella in sira Walterja Scotta) in njegovo slavno sliko, The Skating Minister. Obstajajo tudi številna dela umetnikov glasgowske šole, kot je James Guthrie. Galerija hrani tudi zbirko del angleških slikarjev, kot sta Constableova Dolina Dedham in obsežna zbirka akvarelov Turnerja, ki so tradicionalno razstavljene v januarju. V galeriji je tudi slika Monarch of the Glen, za katero velja, da prikazuje veličino divjih živali in pokrajine Škotskega višavja, delo angleškega slikarja sira Edwina Landseerja.

## Pomembna dela
Ključna umetniška dela, ki so na ogled v Narodni galeriji, so:
- Gian Lorenzo Bernini, Carlo Antonio dal Pozzo in Zasnova za papeški spomenik
- Sandro Botticelli, Devica časti spečega otroka Jezusa
- Antonio Canova,  Tri gracije (prikazano občasno z Victoria and Albert Museum v Londonu)
- Paul Cézanne, Velika drevesa in Montagne Sainte-Victoire
- Jean Siméon Chardin, Vaza z rožami
- John Constable, Dolina Dedham SNG
- Gerard David, Tri legende o svetem Nikolaju
- Edgar Degas, Portret Diego Martelli
- James Drummond, The Porteous Mob in in Dama, ki se spušča s stola Sedan. Študija za sliko Porteous Mob[13]
- Anthonis van Dyck, Družina Lomellini
- Thomas Gainsborough, Portret gospe Mary Graham
- Paul Gauguin, Videnje po pridigi
- Hugo van der Goes, Oltar sv. Trojice (na posojilo pri Royal Collection)
- Vincent van Gogh,  Oljka
- Francisco de Goya, El Medico
- El Greco, Sveti Hieronim v pokori, Fábula in Kristusov blagoslov (Odrešenik sveta)
- Gavin Hamilton, awkins in Wood odkrivata ruševine Palmire
- Jean-Auguste-Dominique Ingres, Mlle Albertine Hayard
- Edwin Landseer, Monarh iz Glena
- Lorenzo Lotto, Madona in dete s svetniki
- Claude Monet, Kopice
- Joseph Noel Paton, Prepir Oberona in Titania
- Giambattista Pittoni, Sveti Hieronim in Peter iz Alcantare
- Nicolas Poussin, Sedem zakramentov
- Sir Henry Raeburn, Prečastiti Robert Walker drsa na Duddingston Lochu
- Allan Ramsay, Margareta Lindsay
- Raffaello Santi, Bridgewater Madona
- Rembrandt van Rijn, Ženska v postelji in Avtoportret
- Sir Joshua Reynolds, Gospe Waldegrave
- Pieter Jansz Saenredam, Grote Kerk, Haarlem
- Georges Seurat, La Luzerne, St-Denis
- John Singer Sargent, Lady Agnew iz Lochnawa
- Tizian, Venera Anadiomena, Diana in Kalisto, Diana in Acteon, Devica z otrokom s svetim Janezom Krstnikom in Tri dobe človeka
- Joseph Mallord William Turner, Somer Hill in Vaughanova zapuščina 38 del
- Diego Velázquez, Starka pri peki jajc
- Johannes Vermeer, Kristus v hiši Marte in Marije
- Antoine Watteau, Fêtes Vénitiennes

- Notable artworks in the Scottish National Gallery collection
- Sveta družina s palmo 
(Raphael, 1506)
- Diana in Kalisto 
(Tizian, 1559)
- Portret gospe Mary Graham 
(Thomas Gainsborough, 1775)
- Gospe Waldegrave 
(Joshua Reynolds, 1780)
- Prečastiti Robert Walker drsa na Duddingston Lochu 
(Sir Henry Raeburn, 1790s)
- Dolina Dedham 
(John Constable, 1828)
- Monarh iz Glena 
(Edwin Landseer, 1851)
- Slapovi Niagara iz ameriške strani 
(Frederic Edwin Church, 1867)
- Kopice 
(Claude Monet, 1891)
- Videnje po pridigi 
(Paul Gauguin, 1888)

Drugi umetniki, predstavljeni v zbirki, vključujejo:
- David Allan
- Francis Bacon
- Federico Barocci
- William Blake
- David Young Cameron
- Gustave Courbet
- Aelbert Cuyp
- Eugène Delacroix
- Domenichino
- Albrecht Dürer
- William Dyce
- Adam Elsheimer
- John Emms[14]
- Andrew Geddes
- Guercino
- James Guthrie
- Frans Hals
- Meindert Hobbema
- Hans Holbein mlajši
- Edward Atkinson Hornel
- Robert Scott Lauder
- Horatio McCulloch
- William York Macgregor
- William MacTaggart
- Lorenzo Monaco
- Berthe Morisot
- John Phillip
- Giovanni Battista Piranesi
- Camille Pissarro
- Robert Priseman
- David Roberts
- Peter Paul Rubens
- George Sanders
- William Strang
- Tintoretto
- Leonardo da Vinci
- Sir David Wilkie
- Francisco de Zurbarán